# Franklin, Virginia

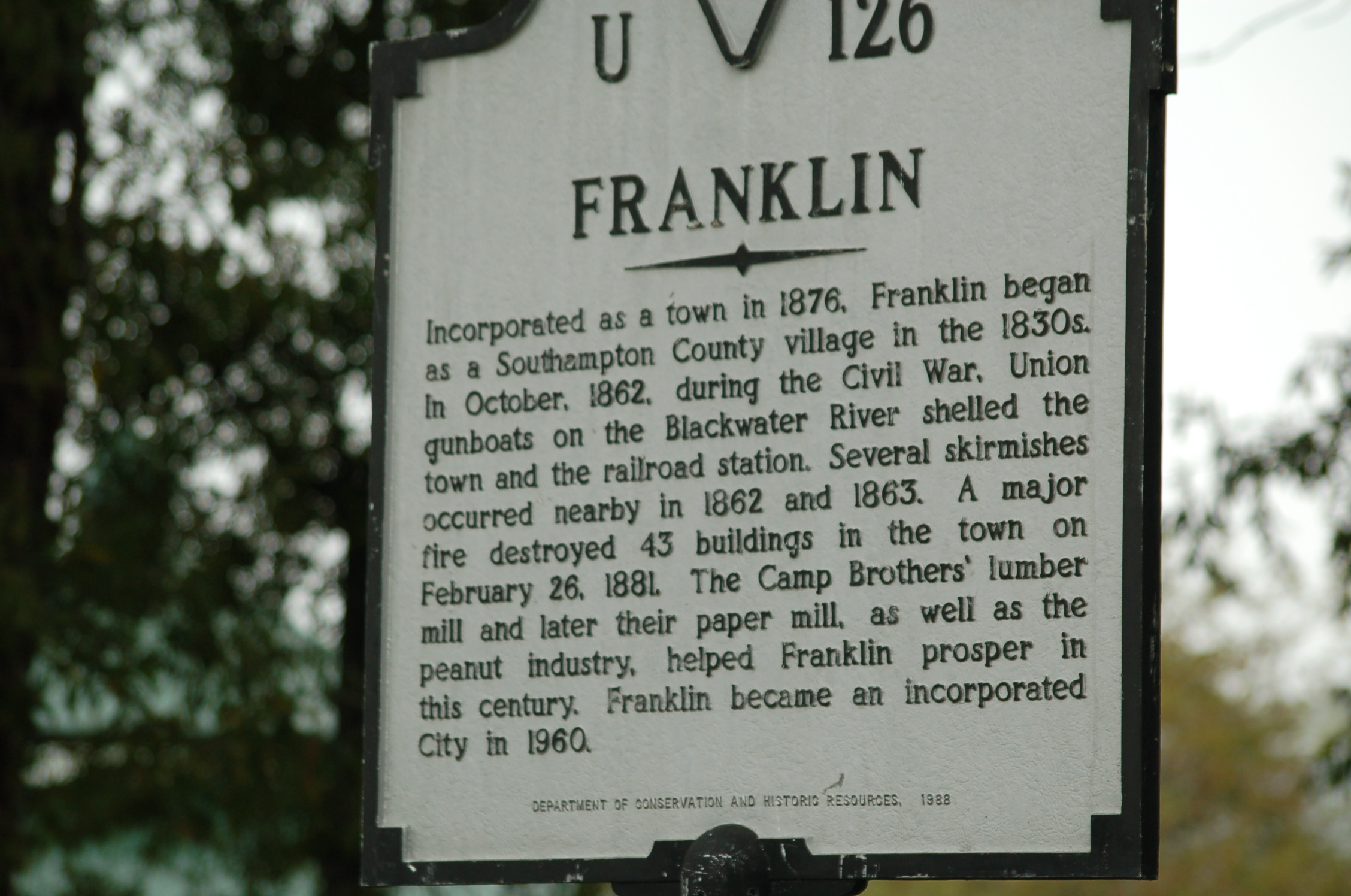
Historisk skylt

Franklin är en stad (independent city) och countyfritt område i den amerikanska delstaten Virginia med en folkmängd som enligt United States Census Bureau uppgår till 8 582 invånare (2010).

## Historia
Franklin grundades år 1876 som en kommun av typen town och hade 447 invånare enligt 1880 års folkräkning. Fram till 1950 års folkräkning hade invånarantalet mer än tiofaldigats till 4 670.

## Geografi
Staden har en total area på 21,8 km². 21,6 km² av den arean är land.

### Angränsande countyn
- Isle of Wight County - öst
- Southampton County - väst